# Polo ai Giochi della XI Olimpiade
L'ultimo torneo olimpico di polo si disputò nel corso delle Giochi della XI Olimpiade dal 3 all'8 agosto 1936 presso gli impianti di  Reich Sport Field a Berlino.

## Formula
La formula prevedeva la suddivisione delle 5 squadre in due gruppi di merito: il gruppo A avrebbe assegnato la medaglia d'oro alla prima classificata e quella d'argento alla seconda; la terza classificata avrebbe giocato uno spareggio con la vincitrice del gruppo B, per l'assegnazione della medaglia di bronzo.

## Partecipanti
| Gruppo A                              | Gruppo B              |
| ------------------------------------- | --------------------- |
| - Argentina - Gran Bretagna - Messico | - Germania - Ungheria |

## Incontri

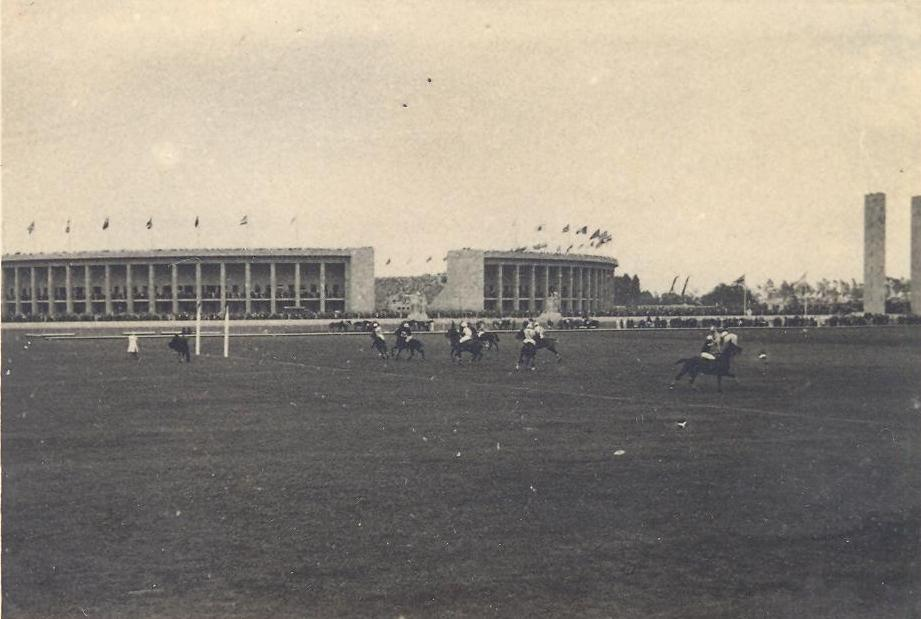
Polo ai Giochi della XI Olimpiade

Gruppo B
| Data                 | Sede    | Nazione  | Risultato | Nazione  |
| -------------------- | ------- | -------- | --------- | -------- |
| 4 agosto             | Berlino | Ungheria | 8-8       | Germania |
| Ripetizione 6 agosto | Berlino | Ungheria | 16-6      | Germania |

Gruppo A
| Data     | Sede    | Nazione       | Risultato | Nazione       |
| -------- | ------- | ------------- | --------- | ------------- |
| 3 agosto | Berlino | Gran Bretagna | 13-11     | Messico       |
| 5 agosto | Berlino | Argentina     | 15-5      | Messico       |
| 7 agosto | Berlino | Argentina     | 11-0      | Gran Bretagna |

Classifica
| POS.    | Squadra       | P.ti | G | V | P | S | GF | GS | DR  |
| ------- | ------------- | ---- | - | - | - | - | -- | -- | --- |
| Oro     | Argentina     | 4    | 2 | 2 | 0 | 0 | 26 | 5  | +21 |
| Argento | Gran Bretagna | 2    | 2 | 1 | 0 | 1 | 13 | 22 | -9  |
| 3°      | Messico       | 0    | 2 | 0 | 0 | 2 | 16 | 28 | -12 |

Finale 3 & 4 posto
| Data     | Sede    | Nazione | Risultato | Nazione  |
| -------- | ------- | ------- | --------- | -------- |
| 8 agosto | Berlino | Messico | 16-2      | Ungheria |

## Podio e formazioni
| Oro                                                         | Argento                                                           | Bronzo                                               | 4°                                                                            | 5°                                                                |
| Argentina                                                   | Gran Bretagna                                                     | Messico                                              | Ungheria                                                                      | Germania                                                          |
| Manuel Andrada Roberto Cavanagh Luis Duggan Andrés Gazzotti | David Dawnay Bryan Fowler Humphrey Patrick Guinness William Hinde | Juan Gracia Julio Mueller Antonio Nava Alberto Ramos | Tivadar Dienes-Öhm Imre Szentpály Dezső Kovács Kálmán Bartalis István Bethlen | Heinrich Amsinck Arthur Köser Robert Miles Reincke Walter Bartram |